# Município de Sylvania (Ohio)
O município de Sylvania (em inglês: Sylvania Township) é um município localizado no condado de Lucas no estado estadounidense de Ohio.

## Geografia
O município de Sylvania encontra-se localizado nas coordenadas 41° 41′ 39″ N, 83° 43′ 14″ O. Segundo o Departamento do Censo dos Estados Unidos, o município tem uma superfície total de 73.7 km², da qual 73.47 km² correspondem a terra firme e (0.32%) 0.23 km² é água.

## Demografia
Segundo o censo de 2010, tinha 48 487 pessoas residindo no município de Sylvania. A densidade populacional era de 657,87 hab./km². Dos 48 487 habitantes, o município de Sylvania estava composto pelo 90.46% brancos, o 3.35% eram afroamericanos, o 0.12% eram amerindios, o 3.71% eram asiáticos, o 0.04% eram insulares do Pacífico, o 0.64% eram de outras raças e o 1.68% pertenciam a duas ou mais raças. Do total da população o 2.77% eram hispanos ou latinos de qualquer raça.